# Temu
Temu (произн. Ти́му) — интернет-магазин китайской компании электронной коммерции PDD Holdings. Он предлагает товары со значительной скидкой, которые в основном доставляются напрямую из Китая.
Бизнес-модель Temu позволила компании стать популярной среди потребителей, но также вызвала обеспокоенность по поводу конфиденциальности данных, принудительного труда по отношению к сотрудникам торговой площадки, интеллектуальной собственности и качества её рыночных продуктов. Компания была втянута в юридические споры с её конкурентом Shein.

## История
Temu принадлежит и управляется PDD Holdings, многонациональной коммерческой компанией, зарегистрированной на Каймановых Островах, однако адрес основного офиса также указан и в Дублине. PDD Holdings также владеет Pinduoduo, популярной платформой онлайн-торговли в Китае.
Платформа Temu заработала в США в сентябре 2022 года. В марте 2023 года Temu запустился в Австралии и Новой Зеландии. В апреле Temu был запущен во Франции, Германии, Италии, Нидерландах, Испании и Великобритании. Позже Temu вышла и на рынок Латинской Америки. 17 января 2024 года Temu официально запустился в ЮАР, 49-й стране, в которую Temu пришёл с момента его запуска в сентябре 2022 года.
В феврале 2024 года Temu запустил несколько рекламных роликов на матче американского футбола Super Bowl LVIII, предложив призы на сумму 15 миллионов долларов США. Это вызвало заинтересованность среди масс и всплекс поисковых запросов о Temu.
По данным Semrush, после рекламы Супербоула в феврале 2024 года у Temu было 100 миллионов активных пользователей в США, более 130 миллионов загрузок приложений по всему миру и около 420 миллионов ежемесячных посещений веб-сайтов.

## Судебное разбирательство сShein
В декабре 2022 года на Temu подала в суд конкурирующая компания Shein, утверждая, что Temu привлекла популярных и влиятельных в интернете лиц (блогеров и т. д.), «чтобы делать ложные и вводящие в заблуждение заявления» о Shein для продвижения своих товаров. Позже Temu подала в суд на Shein в июле 2023 года, утверждая, что Shein «участвовала в кампании угроз, запугивания, ложных заявлений о нарушениях и попытках наложить необоснованные карательные штрафы» на производителей одежды, которые, как предполагается, работали с Temu. 31 июля 2023 года Shein выиграла временный запретительный судебный приказ против Temu по другому делу, утверждая, что компания использовала изображения Shein, защищённые авторским правом, в списках продуктов. Позже в августе Shein подала в Высокий суд Англии и Уэльса судебный иск против Temu, утверждая, что компания «выявила тысячи случаев», когда продавцы Temu использовали её фотографии. Shein потребовала удалить все нарушающие посты и выплатить компенсацию в размере не менее 100 000 фунтов стерлингов.
18 июля 2023 года Temu подала федеральный иск, обвинив Shein в нарушении антимонопольного законодательства США. Temu заявила в обвинительном заключении, что по состоянию на 2022 год Shein владеет более 75 % рынка быстрой моды в США и использует своё доминирование на рынке для заключения эксклюзивных соглашений с производителями одежды, ограничивая их сотрудничество с Temu. Компания также утверждала, что в мае 2023 года Shein обязала 8 338 производителей, поставляющих или продающих на их платформе, подписать эксклюзивные дистрибьюторские соглашения, запрещающие им предлагать свою продукцию на платформе Temu или аффилированным с Temu продавцам. Компания утверждает, что производители, связанные с Shein, составляют значительную часть — по оценкам, от 70 % до 80 % — всех торговцев, предлагающих товары быстрой моды в США, что приводит к повышению цен, ограничению потребительских возможностей и падению рынка товаров быстрой моды в США.
В октябре 2023 года Shein и Temu потребовали прекратить их дела друг против друга без ущерба для дела в Массачусетсе и Иллинойсе. Ни одна из компаний не предоставила дальнейших объяснений и информации о том, было ли достигнуто соглашение.
В декабре 2023 года Temu снова подала в суд на Shein, обвинив её в незаконном вмешательстве в дела своих поставщиков.

## Бизнес-модель
Temu позволяет китайским поставщикам продавать и доставлять продукцию напрямую клиентам, не полагаясь на промежуточных дистрибьюторов в стране назначения, что делает продукцию более доступной. Некоторые продавцы заявляли, что Temu просил их снизить цены вплоть до продажи товаров в убыток. Temu предлагает бесплатные товары некоторым пользователям, которые успешно привлекают новых пользователей через реферальные коды и социальные сети. Онлайн-покупки на Temu можно совершать с помощью веб-браузера или через мобильное приложение. Temu использует масштабные рекламные кампании в Интернете в Facebook и Instagram.
Temu требует, чтобы продавцы продавали свою продукцию по цене ниже, чем на AliExpress. Когда несколько продавцов предлагают один и тот же товар, Temu авторизует только того, у кого самая низкая цена. Товары, не соответствующие минимальным требованиям Temu к продаже (30 штук и 90 долларов за 14 дней), удаляются с платформы.
Компания активно рекламирует себя в мобильных приложениях и размещала телевизионную рекламу на Super Bowl LWIII, что привело к популярности. Исследование Sensor Tower показало, что в последнем квартале 2023 года пользователи Temu тратили в приложении в среднем 23 минуты в неделю по сравнению с 18 минутами на Amazon и 22 минутами на eBay.

## Критика

### Реклама
В 2023 году Управление по рекламным стандартам (ASA) Великобритании запретило некоторые рекламные объявления Temu за то, что они показывали девушку в бикини в «вполне взрослой» для её возраста позе, в бандажах, подчёркивающих «очертания гениталий», езду на велосипеде в шортах, которые «выглядели как нижнее бельё» с вырезом внизу, и фотографии платьев, на которых не были видны лица моделей. Temu заявил, что фотография девушки нарушает политику компании и больше не будет показываться, но оспорил другие выводы ASA, заявив, что непоказывание лиц моделей не имело целью объективировать женщин и у других розничных продавцов были подобные фотографии.

### Жалобы покупателей
Некоторые торговцы используют Temu в качестве «выгребной ямы», куда они пытаются продать некачественную, просроченную или устаревшую продукцию.
По словам Эндрю Чоу, журналиста Time, в 2022 году клиенты Temu столкнулись с массой недоставленных посылок, несоответствиями продуктов описанию на сайте из-за ложной рекламы и несанкционированными платежами, а также с молчащей службой поддержки.
По словам Сары Перех, написавшей для TechCrunch о рекламных кампаниях Temu, «эти рекламы, похоже, работают на увеличение количества установок Temu. Но посмотрев обзоры приложения, вы обнаружите жалобы, аналогичные Wish, в том числе про мошенничество, повреждённые и задержанные посылки, неправильные заказы и отсутствие обслуживания клиентов».
В октябре 2022 года бостонское отделение Better Business Bureau открыло дело на Temu; к концу 2022 года они получили 31 жалобу от клиентов на обслуживание сайта. По состоянию на январь 2024 года компания имеет рейтинг BBB C+, хотя компания не имеет аккредитации BBB.
В марте 2024 года BabyCenter провел проверку приложения Temu и сообщил, что на веб-сайте присутствовали продукты, которые были отозваны, могли быть поддельными или нарушать стандарты безопасности США и функции, которые важны для предотвращения таких проблем, как удушье.
В мае 2024 года Европейская организация потребителей подала жалобу на Temu в Европейскую комиссию, заявив о нарушениях Закона о цифровых услугах, касающихся требований к отслеживанию торговцев, а также алгоритмической прозрачности и подотчётности. В том же месяце Европейская комиссия заявила, что Temu должен соблюдать Закон о цифровых услугах.

### Конфиденциальность
В мае 2023 года Комиссия по надзору экономики и безопасности США и Китая выразила обеспокоенность по поводу рисков для личных данных пользователей Temu после того, как Pinduoduo, его дочернее приложение в Китае, было удалено из Google Play, поскольку в некоторых из его версий, что отсутствуют в приложении Google Play, были обнаружены вредоносные программы. Через два дня после выпуска обновления для удаления эксплойтов Pinduoduo распустила команду инженеров и менеджеров по продуктам, которые их разработали. По данным источника CNN, большая часть команды была переведена в Temu и работала в различных отделах, но основная группа инженеров осталась в Pinduoduo.
17 мая 2023 года Грег Джанфорте, губернатор штата Монтана, запретил использование Temu на правительственных устройствах по всему штату, а также приложений компании ByteDance (включая TikTok), WeChat и Telegram.
По данным Politico, «Apple заявила, что ранее компания нарушила обязательные правила конфиденциальности и ввела людей в заблуждение относительно того, как она использует их данные».
В 2023 году против отделения компании Temu, расположенной в Иллинойсе и Нью-Йорке, были поданы отдельные коллективные иски, каждый из которых касался обработки Temu частных данных, собранных через учётные записи, созданные на платформе.
В феврале 2024 года Комиссия по защите личной информации Южной Кореи начала расследование в отношении Temu и других платформ электронной коммерции в отношении обработки пользовательских данных. В июне 2024 года генеральный прокурор штата Арканзас подал иск против Temu, обвинив его в распространении вредоносного ПО и обманной торговой практике.

### Принудительный труд
В июне 2023 года Спецком Палаты представителей США по стратегической конкуренции между Соединёнными Штатами и Коммунистической партией Китая заявил, что Temu не поддерживал «даже видимость соблюдения» Закона о предотвращении принудительного труда уйгуров, чтобы сохранить товары, произведённые принудительным трудом за пределами платформы. В отчёте комитета содержится критическая оценка Temu, в которой говорится, что существует «чрезвычайно высокий риск заражения принудительным трудом в цепочках поставок Temu». В 2024 году Temu вновь подвергся критике со ссылкой на отчёт сенатора США Тома Коттона за 2023 год и представителей Палаты представителей США Кэт Каммак и Мишель Стил после того, как компания показала рекламу во время Суперкубка LVIII.

### Проблемы интеллектуальной собственности
Продавцы на Temu постоянно сталкиваются с обвинениями в нарушении прав интеллектуальной собственности.

### Корпоративная культура
Temu критиковали за строгую культуру труда и поощрение системы «9/9/6». Такая культура на рабочем месте была связана со случаями смерти сотрудников PDD Holdings, которые попали в заголовки международных СМИ.
В 2024 году Financial Times и The Wall Street Journal сообщили, что Pinduoduo подала в суд на нескольких бывших сотрудников за нарушение положений о неконкуренции. Доказательства, представленные Pinduoduo в суд, включают видеозаписи бывших сотрудников, переходящих на работу к конкурентам Pinduoduo. Компания заявила, что получила доказательства законным путём.